# Lech Buczowski
Lech Jerzy Buczowski (ur. 18 listopada 1923  w Zduńskiej Woli, zm. 27 stycznia 2018) – polski profesor, doktor habilitowany, wieloletni wykładowca na Wydziale Zarządzania Uniwersytetu Warszawskiego.

## Kariera
Podczas wojny był więźniem niemieckich obozów koncentracyjnych. 
W 1949 ukończył prawo na Uniwersytecie Warszawskim, gdzie następnie uzyskał tytuł profesora nadzwyczajnego na Wydziale Zarządzania w Zakładzie Jakości Zarządzania oraz Zakładzie Organizacji i Metod Pracy Kierowniczej. W 1965 uzyskał tytuł magistra nauk ekonomicznych w Szkole Głównej Planowania i Statystyki. Następnie 1 listopada 1979 uzyskał tytuł profesora nadzwyczajnego nauk ekonomicznych. Odznaczony Krzyżem Kawalerskim Orderu Odrodzenia Polski
Został pochowany na cmentarzu Powązkowskim.